# Toro Rosso STR9
Toro Rosso STR9 byl vůz Formule 1 navržený týmem Scuderia Toro Rosso pro závodění v sezóně 2014. Řídili jej Jean-Éric Vergne a nováček Daniil Kvjat, který nahradil Daniela Ricciarda poté, co Ricciardo přestoupil do týmu Red Bull Racing. Vůz STR9 byl prvním vozem Toro Rosso, který využíval motor vyrobený Renaultem, Energy F1-2014. Toro Rosso STR9 byl také prvním vozem F1 s italskou licencí, který využíval motory Renault od sezóny 2001, kdy jej využíval vůz Benetton B201 a byl také prvním vozem Formule 1 z Faenzy, který využíval přeplňované motory od sezóny 1987, kdy jej využíval vůz Minardi M187.

## Shrnutí sezóny
Rok 2014 potvrdil pozici Toro Rosso jako středopolového týmu, který nedokázal udělat poslední krok potřebný k tomu, aby se stal špičkovým týmem. Tým byl rychlý a spolehlivý, ale nestačil na pravidelné umísťování na bodovaných pozicích. Nejméně osmkrát skončili Vergne a Kvjat těsně mimo body. Nejlepším umístění sezóny bylo Vergneho šesté místo při Grand Prix Singapuru. Ale ani tento výsledek nestačil na to, aby Vergne zůstal u týmu Toro Rosso i pro následující sezónu a byl nahrazen Carlosem Sainzem Jr.. Kvjat, i přes bodové umístění v prvních dvou závodech sezóny, ztratil po sérii smůly motivaci a další body mu jen těsně unikaly. Pro následující sezónu se Kvjat přesunul do týmu Red Bull Racing poté, co se Sebastian Vettel rozhodl odejít do týmu Ferrari. Kvjata u týmu Toro Rosso nahradil budoucí mistr světa Max Verstappen.
Tým nakonec skončil sedmý v šampionátu konstruktérů s 30 body. Jednalo se o jejich dosud 2. nejlepší umístění v šampionátu konstruktérů.

## Kompletní výsledky ve Formuli 1
| Legenda k tabulce | Legenda k tabulce                                                                       |
| Barva             | Výsledek                                                                                |
| ----------------- | --------------------------------------------------------------------------------------- |
| Zlatá             | Vítěz                                                                                   |
| Stříbrná          | 2. místo                                                                                |
| Bronzová          | 3. místo                                                                                |
| Zelená            | Bodované umístění                                                                       |
| Modrá             | Nebodované umístění                                                                     |
| Modrá             | Dokončil neklasifikován (NC)                                                            |
| Fialová           | Odstoupil (Ret)                                                                         |
| Červená           | Nekvalifikoval se (DNQ)                                                                 |
| Červená           | Nepředkvalifikoval se (DNPQ)                                                            |
| Černá             | Diskvalifikován (DSQ)                                                                   |
| Bílá              | Nestartoval (DNS)                                                                       |
| Bílá              | Závod zrušen (C)                                                                        |
| Světle modrá      | Pouze trénoval (PO)                                                                     |
| Světle modrá      | Páteční testovací jezdec (TD)                                                           |
| Bez barvy         | Netrénoval (DNP)                                                                        |
| Bez barvy         | Vyřazen (EX)                                                                            |
| Bez barvy         | Nepřijel (DNA)                                                                          |
| Bez barvy         | Odvolal účast (WD)                                                                      |
| Bez barvy         | Nezúčastnil se (prázdné)                                                                |
| Označení          | Význam                                                                                  |
| Tučnost           | Pole position                                                                           |
| Kurzíva           | Nejrychlejší kolo                                                                       |
| †                 | Jezdec nedojel do cíle, ale byl klasifikován, protože odjel více než 90 % délky závodu. |
| ‡                 | Byl udělován poloviční počet bodů, protože bylo odjeto méně než 75 % délky závodu.      |
| Horní index       | Umístění bodujících jezdců ve sprintu                                                   |

| Rok  | Tým                 | Motor                  | Pneumatiky | Jezdci           | 1   | 2   | 3   | 4   | 5   | 6   | 7   | 8   | 9   | 10  | 11  | 12  | 13  | 14  | 15  | 16  | 17  | 18  | 19   | Body | Umístění |
| ---- | ------------------- | ---------------------- | ---------- | ---------------- | --- | --- | --- | --- | --- | --- | --- | --- | --- | --- | --- | --- | --- | --- | --- | --- | --- | --- | ---- | ---- | -------- |
| 2014 | Scuderia Toro Rosso | Renault Energy F1-2014 | P          |                  | AUS | MAL | BHR | CHN | ESP | MON | CAN | AUT | GBR | GER | HUN | BEL | ITA | SIN | JPN | RUS | USA | BRA | ABU‡ | 30   | 7. místo |
| 2014 | Scuderia Toro Rosso | Renault Energy F1-2014 | P          | Jean-Éric Vergne | 8   | Ret | Ret | 12  | Ret | Ret | 8   | Ret | 10  | 13  | 9   | 11  | 13  | 6   | 9   | 13  | 10  | 13  | 12   | 30   | 7. místo |
| 2014 | Scuderia Toro Rosso | Renault Energy F1-2014 | P          | Daniil Kvjat     | 9   | 10  | 11  | 10  | 14  | Ret | Ret | Ret | 9   | Ret | 14  | 9   | 11  | 14  | 11  | 14  | 15  | 11  | Ret  | 30   | 7. místo |

‡ — Jezdci a týmy získaly dvojité body při Grand Prix Abú Zabí. 